# Montblainville

Montblainville este o comună în departamentul Meuse din nord-estul Franței. În 2010 avea o populație de 66 de locuitori.

## Evoluția populației
| An        | 1975 | 1982 | 1990 | 1999 | 2006 | 2010 |
| --------- | ---- | ---- | ---- | ---- | ---- | ---- |
| Populație | 118  | 101  | 82   | 63   | 65   | 66   |